# 烏孔 (愛達荷州)
烏孔（英語：Ucon）是一個位於美國愛達荷州邦納維爾縣的城市。

## 地理
烏孔的座標為43°35′35″N 111°57′35″W / 43.59306°N 111.95972°W，而該地的平均海拔高度為1466米（即4810英尺）。

## 人口
根據2010年美國人口普查的數據，烏孔的面積為2.07平方千米，當中陸地面積為2.07平方千米，而水域面積為0.00平方千米。當地共有人口1108人，而人口密度為每平方千米535.27人。